# Szkerdilaidasz illír király
Szkerdilaidasz (ógörög Σκερδιλαΐδας, latin Scerdilaedus; i. e. 280/275 körül? – i. e. 208/205 között) az ókori Illír Királyság uralkodója valószínűleg i. e. 217-től i. e. 208 és 205 között bekövetkezett haláláig. Az országot az i. e. 3. század közepén katonailag megerősítő, az ardiaták törzséhez tartozó Agrón király testvéröccse volt. Teuta királyné i. e. 231 utáni régensi uralma alatt az illír hadsereg főparancsnoka volt, különösen az i. e. 230. évi illír–epiróta háborúban tüntette ki magát. Unokaöccse, Pinnész uralma és az illír állam társadalmi válsága alatt, az i. e. 220-as évek végén Pharoszi Démétriosz oldalán, aitóliai vagy makedóniai zsoldban különböző katonai kalandokba bocsátkozott. Az Illír Királyság trónját i. e. 217-ben foglalta el, és ezt követően a Római Birodalmat pártolva makedónellenes politikát folytatott. Az első római–makedón háború során, i. e. 213-ban országának nagy része makedón megszállás alá került, Szkerdilaidasz pedig a hegyvidéki területekre húzódott vissza. A feltételezések szerint i. e. 212-től fiával, III. Pleuratosszal közösen uralkodott Illíria felett. I. e. 209–208-ban visszafoglalták Dasszarétiát, és Longarosz dardánjaival összefogva támadták Makedóniát. A háborút lezáró i. e. 205-ös phoinikéi békekötés idején már csak fia, III. Pleuratosz volt az illír uralkodó. Agrón vérvonalát megszakítva Szkerdilaidasz leszármazottai lettek az ókori Illír Királyság utolsó uralkodói: fia, III. Pleuratosz és unokája, Genthiosz.

## Életútja
Szkerdilaidasz az ardiata törzsbeli illír királyi család tagja, II. Pleuratosz fia, Agrón király testvéröccse volt. Miután életének főbb eseményei Polübiosz és Titus Livius történeti munkáiból ismertek, a feltehetően torzított Szkerdilaidasz / Scerdilaedus név második tagja a nyelvészeti kutatások szerint az északi illír területek felirataiból ismert Laidosz, Lédikaliosz, Lédietisz nevek valamelyikének feleltethető meg. Más nyelvészeti elméletek szerint a Szkerdilaidasz név az illírek körében ritka, összetett beszélő nevek egyike, amelynek jelentése ’csapatok vezére’. Születésének valószínűsíthető időpontját Neritan Ceka albán régész i. e. 280–275 körülre tette, abból kiindulva, hogy Szkerdilaidasznak i. e. 220-ban már házasulandó korú fia volt.

### Hadvezéri tevékenysége
Noha a történelmi forrásokban csak i. e. 230, az illír–epiróta háború kapcsán említik első ízben Szkerdilaidaszt mint az illír hadsereg fővezérét, feltehető, hogy már a korábbi években, az Agrón uralkodása alatti területszerző háborúkban is kitüntette magát. Miután az aitólok fölött i. e. 231-ben Medionnál aratott diadal híre Illíriában érte utol Agrónt, Luan Përzhita albán történész azt feltételezi, hogy a király öccse, Szkerdilaidasz vezette győzelemre az illír sereget.
Agrón i. e. 231-ben bekövetkezett váratlan halála után özvegye, Teuta vette át mostohafia, Pinnész régenseként az uralkodást. Az illír hadsereg főparancsnoki tisztét ekkor már bizonyosan Szkerdilaidasz töltötte be. Teuta továbbvitte férje örökségét és folytatta területszerző hódításait: i. e. 230-ban kitört az illír–epiróta háború. Míg Teuta lemboszflottája a tenger felől vette be Onkhészmoszt, és ezzel az Epiróta Szövetség fővárosát, Phoinikét közvetlen közelről veszélyeztette, aközben Szkerdilaidasz ötezer harcosa élén északról, az Aóosz és a Drinosz völgyében nyomult a város felé. Az epiróták fővárosa hamar elesett, a felmentésükre siető seregre pedig Polübiosz leírása szerint súlyos vereséget mértek, elsősorban Szkerdilaidasz hadi cselének köszönhetően, aki váratlan irányból, kora hajnalban támadt az epiróták táborára. A háború végül békekötéssel zárult, elsősorban az illírek kezdeményezésére, akiknek sürgősebb dolguk támadt: a királyság északkeleti részének lakossága fellázadt, és Longarosz király Dardániájához kívánt csatlakozni. A fegyverszünet megkötését követően Szkerdilaidasz leverte a dardánokkal szövetkező, fellázadt illíreket. E kettős győzelem, valamint a hamarosan létrejött illír–epiróta–akarnaniai szövetség felértékelte az illírek katonai jelentőségét. Az i. e. 229–228. évi első római–illír háborúban azonban alulmaradtak a birodalommal szemben, jóllehet, a rómaiak meghagyták Pinnészt az Illír Királyság trónján.
Teuta i. e. 227-ben lemondott a régensi feladatokról. Pharoszi Démétriosz vette nőül a kiskorú illír király, Pinnész anyját, Triteutát, ezzel az Illír Királyság de facto régense lett. Szkerdilaidasz a források tükrében Démétriosz harcostársa lett, és kettejük szövetsége az évtized végére törést idézett elő az illír királyi családban: a Rómával i. e. 228-ban kötött békéhez hű Pinnésszel szemben nagybátyja és gyámja egyre inkább saját útjukat járták. Emellett Polübiosz krónikája szerint ezekben az években az Illír Királyságnak súlyos politikai válsággal kellett szembenéznie, Pinnész fennhatóságát semmibe véve a királysági területek ismét koinonokba kezdtek szerveződni. Démétriosz és Szkerdilaidasz i. e. 221–220 fordulóján (más források szerint i. e. 220 nyarán) kilencven lemboszból álló flotta élén Lisszoszból a Peloponnészosz nyugati partvidékére hajóztak. Megostromolták Pülosz városát, de eredménytelenül, és kalandozásaikat ezután sem kísérte katonai siker. Végül Szkerdilaidasz a maga negyven hajójával Naupaktosz kikötőjébe sietett. Az aitólok zsoldjába állt, és flottája élén fosztogatta az akhaiai partokat. Miután azonban Künaitha feldúlását követően az aitólok ígéretüket megszegve nem juttattak neki a hadi zsákmányból, ismét Pharoszi Démétrioszhoz csatlakozva a fiatal V. Philipposz makedón király zsoldosa lett. Szkerdilaidasz a maga részéről harminc lemboszt és 400 illír harcost ajánlott fel Makedónia Róma elleni harcához, évi 20 talentum megfizetése ellenében. Ugyanebben az időszakban, i. e. 220 körül Szkerdilaidasz dinasztikus szövetséget kötött Amünandrosszal, Athamania királyával. Amünandrosz nőül adta Eurüdiké nevű leányát Szkerdilaidasz fiához, Pleuratoszhoz, aki később maga is illír király lett. Kettejük frigyéből született a római hódoltság előtti Illíria utolsó királya, Genthiosz.
Nem sokkal később, i. e. 219 tavaszán kitört a második római–illír háború, amelynek során a rómaiak csakhamar megsemmisítették Pharoszi Démétriosz seregét, majd hadisarc fejében békét kötöttek Pinnész Illír Királyságával. A béke azonban nem lett tartós, i. e. 218-ban V. Philipposz már az aitólok ellen harcolt, és ebben szövetségese, Szkerdilaidasz is kivette részét, de mindössze tizenöt hajóval, és azok fejében is kompenzációt kért. Ennek az lehetett az oka, hogy egyfelől Szkerdilaidasz igyekezett elkerülni a kenyértörést akár a makedónokkal, akár a rómaiakkal szemben, másfelől az illíriai politikai válság is elmélyült. Az egyes törzsek belülről fenyegették az ardiaták uralmát, és Szkerdilaidasz e belső hatalmi harcok közepette nem nélkülözhette hadseregének derékhadát. Róma i. e. 217-ben követeket küldött Illíriába, hogy kérdőre vonják Pinnészt a hadisarc elmaradása miatt. Hogy az ifjú királlyal ezután mi történt, nem ismert a forrásokból, de még abban az évben eltűnt a politika színpadáról, és a történeti elemzések szerint nagybátyja, Szkerdilaidasz ekkor lett az Illír Királyság uralkodója. Közvetlen történeti utalások ugyan csak i. e. 212-től ismertek Szkerdilaidasz illír királyi voltára, de a történészek a rómaiak i. e. 217-es, a makedón és az illír udvarban tett követjárásának egyik következményének vélik Szkerdilaidasz uralkodóvá válását.

### Uralkodása
Annál is inkább i. e. 217 jelölheti ki uralkodásának kezdetét, mert Szkerdilaidasz váratlan fordulattal ebben az évben lépett a makedónellenes politika útjára. V. Philipposz késlekedett kifizetni az aitóliai háborúhoz felajánlott illír gályák kompenzációját, így Szkerdilaidasz válaszlépésként Leukasznál négy szövetséges hajót zsákmányolt, és a Peloponnészosznál szövetséges kereskedelmi hajókat támadott meg. Ezt követően, de még i. e. 217-ben megszállta Dasszarétiát és birodalmához csatolta Antipatreia, Khrüszondüón és Gertusz városait. Innen aztán további támadásokat intézett Makedónia, nevesül a Lünkésztiszi-tavak (a mai Ohridi- és Preszpa-tó) vidéke és Pelagónia ellen. V. Philipposz nem késlekedett a válaszlépéssel, hamarosan kiűzte Szkerdilaidaszt dasszarétiai hódításaiból, emellett még a tél beállta előtt elfoglalta Enkhelé koinonját és más vidékeket is. Szkerdilaidasz Rómához fordult, hogy segítségüket kérje a makedónok elleni harcban.
Az i. e. 214-ben kitört első római–makedón háború idején Szkerdilaidasz Illíriája ennek megfelelően a rómaiak oldalán állt. A háború második évében, i. e. 213-ban azonban V. Philipposz hatalmas sereggel rohanta le az Illír Királyságot. Mélyen behatolt Szkerdilaidasz birodalmába, s mindössze két nap elteltével serege már az ország fővárosa, Lisszosz alatt vonult fel. A makedón király először a város feletti erődítés, Akrolisszosz bevételét tűzte ki célul. Seregének egyik szárnya a Lisszosz és Akrolisszosz között húzódó területen, valamint az Ardaxanosz (ma Gjadra) folyócska partján foglalta el rejtekállásait. A fősereg peltasztészei ezt követően megindították Akrolisszosz ostromát, amit a makedón sereg kőhajító gépei támogattak, majd a fősereg visszavonulást színlelt, hogy a várvédőket kicsalják. Így is történt, a visszavonuló ellenségre támadó akrolisszosziakat és lisszosziakat a folyóparti rejtekállást elfoglaló makedón harcosok meglepték és szétszórták, az akrolisszosziak visszavonulását pedig a két vár között várakozó szárny akadályozta meg. Akrolisszosz makedón kézre került, s másnap Lisszosz is megadta magát. Polübiosz krónikája szerint Lisszosz elestét hallva több illír város sietett hűséget esküdni a makedón királynak, aki egészen Szkodráig protektorátusa alá vonta a meghódított illíriai vidékeket. Ezzel Szkerdilaidasz országának területe jelentősen lecsökkent, ő maga pedig tartósan a partvidéket övező hegyvidékekbe szorult vissza, és el lett vágva római szövetségeseitől.
Abból kiindulva, hogy a források Szkerdilaidaszt és Pleuratoszt i. e. 212 után többnyire együtt említik, feltételezhető, hogy apa és fia közösen uralkodtak az Illír Királyság felett. Így például amikor a római csapatokat vezénylő Marcus Valerius Laevinus i. e. 211-ben katonai segítséget kérve az Aitóliai Szövetséghez, valamint Szkerdilaidaszhoz és fiához, Pleuratoszhoz fordult, utóbbiakat „az illírek királyai”-nak címezte. Ezekben az években V. Philipposz újult erővel támadt a Lisszosztól északra fekvő illír területekre. A forrásokban ezt követően legközelebb i. e. 209 kapcsán találkozni Szkerdilaidasz nevével, aki a jelek szerint harcosaival a kérlelhetetlenül makedónellenes Aitólia szümmakhiájához csatlakozott. Fiával, Pleuratosszal és Eroposz nevű hadvezérével együtt i. e. 208 folyamán visszafoglalták fővárosukat, Lisszoszt, majd bevonultak Dasszarétiába, elfoglalták Lükhniszt, és onnan támadták Makedóniát. Eközben szövetségesük, Longarosz Dardániája északról intézett támadásokat Makedónia ellen.
Szkerdilaidasz halálának dátuma bizonytalan. A források utoljára i. e. 208-ban említik a nevét, az első római–makedón háborút lezáró i. e. 205. évi phoinikéi béke idején azonban az illíreket már csak fia, III. Pleuratosz képviselte. Ebből arra következtethetni, hogy Szkerdilaidasz a két év közötti időszakban halt meg. Ha így volt, Szkerdilaidasz már nem érhette meg, amikor a phoinikéi béke nagyrészt helyreállította az Illír Királyság területi egységét.